# Rigby & Peller
Rigby & Peller är ett engelskt modehus för damunderkläder. Och som det anstår ett traditionellt, engelskt modehus har Rigby & Peller både en avdelning med måttsydda underkläder för de rika och berömda samt en serie konfektionskläder för vanligt folk.
Företaget grundades 1939 och belönades 1956 av drottning Elizabeth II med en Royal Warrant i egenskap av kunglig hovleverantör.